# 슐츠둥근귀박쥐
슐츠둥근귀박쥐(Lophostoma schulzi)는 주걱박쥐과(신세계잎코박쥐류)에 속하는 박쥐의 일종이다. 브라질과 프랑스령 기아나, 가이아나 그리고 수리남에서 발견된다. 서식지 감소로 멸종 위협을 받고 있다.